# Redução de emissões por desmatamento e degradação florestal
Redução de emissões por desmatamento e degradação florestal (em inglês:  reducing emissions from deforestation and forest degradation - REDD, também chamado de REDD+ para se referir  às atividades de conservação florestal) é uma estrutura voluntária de mitigação climática desenvolvida pela Convenção-Quadro das Nações Unidas sobre Mudanças Climáticas (UNFCCC, sigla em inglês). Seu objetivo é incentivar os países em desenvolvimento a reduzir as emissões de gases de efeito estufa e o desmatamento, aumentar a remoção de gases de efeito estufa das florestas, promover o manejo florestal sustentável e incentivar financeiramente esses esforços. A sigla se refere à "redução das emissões do desmatamento e da degradação florestal nos países em desenvolvimento".
A proposta parte do reconhecimento de que o desmatamento e a degradação florestal representam uma fração significativa das emissões globais de gases de efeito estufa (GEE), estimada entre 17% e 29% do total mundial, o que faz da sua redução uma das medidas mais rentáveis e eficazes para conter o aquecimento global. Nesse contexto, o REDD surgiu como um mecanismo voluntário que busca criar incentivos financeiros e políticos para que países em desenvolvimento, detentores de vastas áreas de floresta tropical, adotem práticas de proteção e uso sustentável de seus recursos florestais.
De forma geral, o mecanismo visa recompensar economicamente os países que conseguirem demonstrar reduções mensuráveis e verificáveis nas emissões de GEE decorrentes da derrubada e degradação de florestas, bem como avanços na conservação e recuperação de áreas florestais. Assim, o REDD+ não se limita apenas ao combate ao desmatamento: ele incorpora ações de reflorestamento, promoção do manejo sustentável e aumento dos estoques de carbono florestal, conectando a agenda climática global com a conservação da biodiversidade e o desenvolvimento sustentável.
A sigla, portanto, refere-se à “redução das emissões do desmatamento e da degradação florestal nos países em desenvolvimento”, mas sua versão expandida – REDD+ – passou a abranger uma gama mais ampla de atividades reconhecidas pela UNFCCC. Desde sua concepção, o mecanismo tem sido objeto de intensos debates políticos, científicos e sociais, envolvendo governos, organismos multilaterais, povos indígenas, comunidades locais, organizações ambientais e investidores privados, especialmente por seu potencial de integrar a conservação florestal a mecanismos de mercado de carbono.

## História

### Terminologia
A submissão original da Papua-Nova Guiné e da Costa Rica, em nome da Coligação para as Nações das Florestas Tropicais, datada de 28 de julho de 2005, intitulava-se "Redução das emissões provenientes da desflorestação nos países em desenvolvimento: abordagens para estimular a acção". A COP 11 entrou com o pedido para considerar o documento como item 6 da pauta: "Redução das emissões provenientes do desmatamento nos países em desenvolvimento: abordagens para estimular a ação", novamente escrito aqui exatamente como no texto oficial. O nome do item da pauta também foi usado na COP 13 em Bali, dezembro de 2007. Pela COP 15 em Copenhague, em dezembro de 2009, o âmbito do item da agenda foi alargado para "Orientações metodológicas para actividades relacionadas com a redução das emissões provenientes da desflorestação e da degradação florestal e o papel da conservação, da gestão sustentável das florestas e do aumento das reservas de carbono florestal nos países em desenvolvimento", passando para "abordagens políticas e incentivos positivos em questões relacionadas com a redução das emissões provenientes da desflorestação e da degradação florestal nos países em desenvolvimento; e o papel da conservação, da gestão sustentável das florestas e do aumento das reservas de carbono florestal nos países em desenvolvimento" pela COP 16. Na COP 17 o título da decisão simplesmente remetia para uma decisão anterior: "Orientações sobre sistemas para fornecer informações sobre como as salvaguardas são abordadas e respeitadas e modalidades relacionadas com os níveis de referência de emissões florestais e os níveis de referência florestais, conforme referido na decisão 1/CP.16". Na COP 19 os títulos das decisões 9 e 12 remetem à decisão 1/CP.16, parágrafo 70 e apêndice I, respectivamente, enquanto as outras decisões apenas mencionam o tema em consideração.
Nenhuma dessas decisões utiliza uma sigla para o título do item da pauta; a sigla não foi cunhada pela COP da UNFCCC. O conjunto de decisões sobre REDD+ adotadas na COP 19 em Varsóvia, em dezembro de 2013, foi cunhado o Quadro de Varsóvia sobre REDD+ numa nota de rodapé ao título de cada uma das decisões criando as siglas:
- REDD: referia-se originalmente à "redução das emissões por desmatamento nos países em desenvolvimento", título do documento original sobre REDD.[5]
- REDD+ (ou REDD-plus ): refere-se à "redução das emissões provenientes da desmatamento e da degradação florestal nos países em desenvolvimento, e ao papel da conservação, da gestão sustentável das florestas e do aumento das reservas de carbono florestal nos países em desenvolvimento" (ênfase acrescentada); a terminologia mais recente e elaborada utilizada pela COP.[3]

### REDD
O REDD foi discutido pela primeira vez em 2005 pela Convenção-Quadro das Nações Unidas sobre a Mudança do Clima (UNFCCC, sigla em inglês) na sua 11ª sessão da Conferências das Nações Unidas sobre as Mudanças Climáticas (COP), a pedido da Costa Rica e da Papua-Nova Guiné, em nome da Coligação para as Nações das Florestas Tropicais, quando apresentaram o documento "Redução das Emissões por Desflorestação nos Países em Desenvolvimento: Abordagens para Estimular a Ação", com um pedido para criar um item da agenda para discutir a consideração da redução das emissões por desflorestação e degradação florestal em florestas naturais como uma medida de mitigação. A COP 11 entrou com o pedido de consideração do documento como item 6 da pauta: Redução das emissões provenientes do desmatamento nos países em desenvolvimento: abordagens para estimular a ação.
Em dezembro de 2007, após um debate de dois anos sobre uma proposta da Papua-Nova Guiné e da Costa Rica, os estados-partes da UNFCCC concordaram em explorar maneiras de reduzir as emissões do desmatamento e aumentar os estoques de carbono florestal em países em desenvolvimento.
No âmbito do modelo de mercado livre defendido pelos países que formaram a Coligação das Nações das Florestas Tropicais, as nações em desenvolvimento com florestas tropicais venderiam créditos de sumidouros de carbono, num sistema de mercado livre, aos estados do Anexo I do Protocolo de Quioto que tivessem excedido o seu limite de emissões.:434 O Brasil (o estado com a maior área de floresta tropical húmida), no entanto, opõe-se à inclusão da desmatamento evitado num mecanismo de comércio de carbono e, em vez disso, é a favor da criação de um fundo multilateral de assistência ao desenvolvimento criado a partir de doações de estados desenvolvidos.:434 Para que o REDD seja bem-sucedido, a ciência e a infraestrutura regulamentar relacionadas com as florestas terão de aumentar para que as nações possam inventariar todo o seu carbono florestal, demonstrar que conseguem controlar a utilização dos solos a nível local e provar que as suas emissões estão a diminuir.

### REDD+
Após a resposta inicial do país doador, a ONU estabeleceu o REDD+, expandindo o âmbito do programa original para incluir o aumento da cobertura florestal através da reflorestação e da plantação de nova cobertura florestal, bem como a promoção da gestão sustentável dos recursos florestais.

#### Plano de Ação de Bali
O REDD recebeu atenção substancial da UNFCCC – e da comunidade presente – na COP 13 de dezembro de 2007, onde foi adotada a primeira decisão substancial sobre REDD+, a Decisão 2/CP.13: "Redução das emissões provenientes do desmatamento em países em desenvolvimento: abordagens para estimular a ação", solicitando que as atividades de demonstração fossem reportadas dois anos depois e que fossem avaliados os fatores que impulsionam o desmatamento. O REDD+ também foi referenciado na decisão 1/CP.13, o "Plano de Ação de Bali", com referência a todas as cinco atividades elegíveis para REDD+ (com o manejo sustentável das florestas, a conservação dos estoques de carbono florestal e o aumento dos estoques de carbono florestal constituindo o "+" em REDD+).
O apelo para atividades de demonstração na decisão 2/CP.13 levou a um grande número de programas e projetos, incluindo o Fundo de Parceria para o Carbono Florestal (FCPF) do Banco Mundial, o Programa ONU-REDD e uma série de projetos menores financiados pela Iniciativa Internacional Norueguesa para o Clima e as Florestas (NICFI), os Estados Unidos, o Reino Unido e a Alemanha, entre muitos outros. Todos estes foram baseados em orientações substantivas da UNFCCC.

### Definição dos elementos principais
Em 2009 na COP 15, a decisão 4/CP.15 define: "Orientações metodológicas para atividades relacionadas à redução de emissões provenientes do desmatamento e da degradação florestal e o papel da conservação, do manejo sustentável das florestas e do aumento dos estoques de carbono florestal em países em desenvolvimento" forneceram informações mais substantivas sobre os requisitos para REDD+. Especificamente, foi introduzido o sistema nacional de monitoramento florestal, com elementos de medição, relato e verificação (MRV). Os países foram incentivados a desenvolver estratégias nacionais, desenvolver capacidade interna, estabelecer níveis de referência e estabelecer uma abordagem participativa com "envolvimento pleno e efetivo dos povos indígenas e comunidades locais no (...) monitoramento e relato".
Um ano depois na COP 16 decisão 1/CP.16 foi adotada. Na seção C: "Abordagens políticas e incentivos positivos em questões relacionadas à redução de emissões por desmatamento e degradação florestal em países em desenvolvimento; e o papel da conservação, manejo sustentável de florestas e aumento dos estoques de carbono florestal em países em desenvolvimento" foram introduzidas salvaguardas ambientais e sociais, com uma reiteração dos requisitos para o sistema nacional de monitoramento florestal. Essas salvaguardas foram introduzidas para garantir que a implementação do REDD+ em nível nacional não levaria a efeitos prejudiciais para o meio ambiente ou para a população local. Os países são obrigados a fornecer resumos de informações sobre como essas salvaguardas são implementadas ao longo das três "fases" do REDD+.
Em 2011, a decisão 12/CP.17 foi adotada na COP 17: "Orientações sobre sistemas para fornecer informações sobre como as salvaguardas são abordadas e respeitadas e modalidades relacionadas aos níveis de referência de emissão florestal e níveis de referência florestal conforme mencionado na decisão 1/CP.16".

#### Quadro de Varsóvia sobre REDD+
Em dezembro de 2013, a COP 19 produziu sete decisões sobre REDD+, que são conhecidas conjuntamente como o "Quadro de Varsóvia sobre REDD+". Essas decisões abordam um programa de trabalho sobre financiamento baseado em resultados; coordenação de apoio à implementação; modalidades para sistemas nacionais de monitoramento florestal; apresentação de informações sobre salvaguardas; avaliação técnica de níveis de referência (emissão); modalidades para medição, relato e verificação (MRV); e informações sobre como lidar com os fatores que causam o desmatamento e a degradação florestal. Os requisitos para ter acesso ao "financiamento baseado em resultados" foram especificados: por meio da apresentação de relatórios, cujos conteúdos foram especificados; avaliação técnica por meio de Consulta e Análise Internacional (ICA), cujos procedimentos foram especificados. Com essas decisões, o quadro geral para a implementação do REDD+ foi concluído, embora muitos detalhes ainda precisem ser fornecidos.
A decisão da COP 20 de 20 de dezembro de 2014 não produziu nenhuma nova decisão sobre REDD+. Foi feita referência a REDD+ na decisão 8/CP.20 "Relatório do Fundo Verde para o Clima à Conferência das Partes e orientações para o Fundo Verde para o Clima", onde, no parágrafo 18, a COP " solicita ao Conselho do Fundo Verde para o Clima (...) (b) que considere decisões relevantes para REDD-plus", remetendo a decisões anteriores da COP sobre REDD+.

## Elementos principais
A Decisão 1/CP.16 solicita a todos os países em desenvolvimento que pretendam empreender o REDD+ que desenvolvam os seguintes elementos:
(a) Uma estratégia ou plano de ação nacional;
(b) Um nível de referência de emissão florestal nacional e/ou um nível de referência florestal ou, se apropriado, como medida provisória, níveis de referência de emissão florestal subnacional e/ou níveis de referência florestal;
(c) Um sistema nacional de monitoramento florestal sólido e transparente para o monitoramento e a elaboração de relatórios sobre as atividades REDD+ (ver abaixo), com, se apropriado, monitoramento e elaboração de relatórios subnacionais como medida provisória;
(d) Um sistema para fornecer informações sobre como as salvaguardas sociais e ambientais (incluídas em um apêndice à decisão) estão sendo abordadas e respeitadas durante a implementação do REDD+.

### Atividades elegíveis
As “5 atividades elegíveis” do REDD+ são:
(a) Reduzir as emissões provenientes da desflorestação.
(b) Reduzir as emissões provenientes da degradação florestal.
(c) Conservação dos estoques de carbono florestal.
(d) Gestão sustentável das florestas.
(e) Aumento dos estoques de carbono florestal. 

### Monitoramento
Na Decisão 2/CP.15 da UNFCCC, os países são solicitados a desenvolver sistemas nacionais de monitoramento florestal (SNMF) que apoiem as funções de mensuração, relato e verificação (MRV) das ações e realizações da implementação das atividades de REDD+.
Sugere-se que as medições sejam feitas usando uma combinação de sensoriamento remoto e observações terrestres. É particularmente adequado para a avaliação de áreas florestais e estratificação de diferentes tipos de floresta. As observações terrestres envolvem levantamentos florestais para medir os reservatórios de carbono usados pelo Painel Intergovernamental sobre Mudanças Climáticas (IPCC), bem como outros parâmetros de interesse, como aqueles relacionados a salvaguardas e implementação de atividades elegíveis.
Os relatórios devem seguir as orientações do IPCC, em particular o "Guia de Boas Práticas para o uso do solo, alterações no uso do solo e florestas". Os relatórios reais dos resultados do REDD+ são feitos através dos Relatórios Bienais de Atualização (BUR).
A avaliação técnica destes resultados é um processo externo e independente, gerido pelo Secretariado da UNFCCC. A avaliação técnica está incluída no processo mais amplo de Consulta e Análise Internacional (ACI), que é revisto por pares por uma equipa composta por um perito de uma Parte do Anexo I e um perito de uma Parte não incluída no Anexo I, e que "será conduzida de forma não intrusiva, não punitiva e respeitadora da soberania nacional". Essa “equipe técnica de especialistas analisará em que medida:
(a) Existe coerência nas metodologias, definições, abrangência e informação fornecida entre o nível de referência avaliado e os resultados da implementação das atividades [REDD+] (...);
(b) Os dados e informações fornecidos no anexo técnico são transparentes, consistentes, completos e precisos;
(c) Os dados e informações fornecidos no anexo técnico são consistentes com as diretrizes da [CQNUAC] (...);
(d) Os resultados são precisos, na medida do possível." 

### Salvaguardas
A UNFCCC estabeleceu uma lista de salvaguardas que os países precisam "abordar e respeitar" e "promover e apoiar". Essas salvaguardas são:
"(a) Que as ações complementem ou sejam consistentes com os objetivos dos programas florestais nacionais e das convenções e acordos internacionais relevantes;
(b) Estruturas de governação florestal nacionais transparentes e eficazes, tendo em conta a legislação e a soberania nacionais;
(c) Respeito pelo conhecimento e pelos direitos dos povos indígenas e dos membros das comunidades locais, tendo em conta as obrigações internacionais relevantes, as circunstâncias e as leis nacionais, e observando que a Assembleia Geral das Nações Unidas adotou a Declaração das Nações Unidas sobre os Direitos dos Povos Indígenas;
(d) A participação plena e efetiva das partes interessadas relevantes, em particular os povos indígenas e as comunidades locais;
(e) Que as ações sejam consistentes com a conservação das florestas naturais e da diversidade biológica, garantindo que as ações não sejam usadas para a conversão de florestas naturais, mas sim para incentivar a proteção e a conservação das florestas naturais e seus serviços ecossistêmicos, e para aumentar outros benefícios sociais e ambientais;
(f) Ações para enfrentar os riscos de reversões;
(g) Ações para reduzir o deslocamento de emissões”.
A Decisão 12/CP.19 estabeleceu que o "resumo das informações" sobre as salvaguardas será fornecido nas Comunicações Nacionais à UNFCCC, o que, para as Partes que são países em desenvolvimento, ocorrerá uma vez a cada quatro anos. Voluntariamente, o resumo das informações poderá ser publicado na plataforma web REDD+ do UNFCCC.

## Como medida de mitigação das alterações climáticas
A desflorestação e a degradação florestal são responsáveis por 17–29% das emissões globais de gases com efeito estufa, cuja redução é estimada como uma das estratégias de mitigação das alterações climáticas mais rentáveis.

### Redução de emissões
As emissões de gases com efeito de estufa provenientes de terras florestais podem ser reduzidas através da redução das taxas de desflorestação e degradação florestal, abrangidas pelas atividades elegíveis para REDD+. Outra opção seria alguma forma de exploração madeireira de impacto reduzido na exploração comercial de madeira, no âmbito da atividade elegível para REDD+ de gestão sustentável de florestas.

### Melhorando remoções
A remoção de gases de efeito estufa (especificamente CO2) da atmosfera pode ser alcançada por meio de diversas opções de manejo florestal, como o replantio de áreas degradadas ou desmatadas ou o plantio de enriquecimento, mas também permitindo que as terras florestais se regenerem naturalmente. É preciso ter cuidado ao diferenciar entre o que é um processo puramente ecológico de regeneração e o que é induzido ou potencializado por meio de alguma intervenção de manejo.

### REDD+ e o mercado de carbono
Em 2009, na COP 15 de Copenhague, foi firmado o Acordo de Copenhague, que, em sua seção 6, reconhece o papel crucial de REDD e REDD+ e a necessidade de fornecer incentivos positivos para tais ações, possibilitando a mobilização de recursos financeiros de países desenvolvidos. O acordo prossegue, observando em sua seção 8 que o compromisso coletivo dos países desenvolvidos com recursos novos e adicionais, incluindo silvicultura e investimentos por meio de instituições internacionais, se aproximará de 30 bilhões de dólares para o período de 2010 a 2012.
O Fundo Verde para o Clima (FCV) foi criado na COP 17 para funcionar como mecanismo financeiro para a UNFCCC, incluindo assim o financiamento REDD+. O Quadro de Varsóvia sobre REDD+ faz várias referências ao GCF, instruindo as Partes dos países em desenvolvimento a solicitarem ao GCF financiamento baseado em resultados.

## Implementação
A Decisão 1/CP.16, parágrafo 73, sugere que a capacidade nacional para implementar REDD+ seja construída em fases, "começando com o desenvolvimento de estratégias ou planos de ação nacionais, políticas e medidas, e capacitação, seguido pela implementação de políticas e medidas nacionais e estratégias ou planos de ação nacionais que podem envolver mais capacitação, desenvolvimento e transferência de tecnologia e atividades de demonstração baseadas em resultados, e evoluindo para ações baseadas em resultados que devem ser totalmente medidas, relatadas e verificadas".

### Atividades de prontidão
- Programa ONU-REDD: PNUD, PNUMA e FAO estabeleceram conjuntamente o Programa ONU-REDD em 2007, uma parceria que visa auxiliar os países em desenvolvimento a abordar certas medidas necessárias para participar efetivamente do mecanismo REDD+. Essas medidas incluem desenvolvimento de capacidade, governança, engajamento de povos indígenas e necessidades técnicas. O conjunto inicial de países apoiados foi Bolívia, República Democrática do Congo, Indonésia, Panamá, Papua-Nova Guiné, Paraguai, Tanzânia, Vietnã e Zâmbia. Até março de 2014, o programa contava com 49 participantes, 18 dos quais estão recebendo apoio financeiro para iniciar ou complementar uma variedade de atividades nacionais de preparação para REDD+.[27] Os outros 31 países parceiros podem receber apoio direcionado e compartilhamento de conhecimento, ser convidados a participar de reuniões e workshops de treinamento, ter status de observador nas reuniões do Conselho de Políticas e "podem ser convidados a enviar uma solicitação para receber financiamento para um Programa Nacional no futuro, se selecionado por meio de um conjunto de critérios para priorizar o financiamento para novos países aprovados pelo Conselho de Políticas".[28] O programa opera em seis áreas de trabalho:[29]

1. MRV e Monitoramento (liderado pela FAO)
2. Governança Nacional REDD+ (PNUD)
3. Engajamento de Povos Indígenas, Comunidades Locais e Outras Partes Interessadas Relevantes (PNUD)
4. Garantir múltiplos benefícios das florestas e do REDD+ (PNUMA)
5. Gestão transparente, equitativa e responsável dos pagamentos REDD+ (PNUD)
6. REDD+ como catalisador para transformações rumo a uma economia verde (PNUMA)

### Fase de implementação
Alguns países já estão implementando aspectos de um sistema nacional de monitoramento florestal e atividades voltadas à redução de emissões e ao aumento de remoções que vão além da preparação para REDD+. Por exemplo, o Forest Carbon Partnership Facility (Fundo de Parceria para o Carbono Florestal) conta com 19 países na lista de países contemplados pelo Fundo de Carbono, que fornecerá pagamentos a esses países com base nas reduções verificadas de emissões de REDD+ alcançadas no âmbito de programas nacionais ou subnacionais.

### Ações baseadas em resultados
Seguindo o Marco de Varsóvia sobre REDD+, o primeiro país apresentou um Relatório Bienal de Atualização com um Anexo Técnico contendo os detalhes sobre as reduções de emissões de atividades elegíveis para REDD+. O Brasil apresentou seu primeiro Relatório Bienal de Atualização em 31 de dezembro de 2014. O Anexo Técnico abrange o bioma Amazônia dentro do território brasileiro, um pouco menos da metade do território nacional, relatando reduções de emissões em relação ao nível de referência de emissão previamente apresentado pelo Brasil de 2.971,02 MtCO₂ equivalente a partir de uma redução no desmatamento. Este Anexo Técnico foi revisado por meio do processo de Consulta e Análise Internacional e, em 22 de setembro de 2015, um relatório técnico foi emitido pela UNFCCC que afirma que "os especialistas do LULUCF consideram que os dados e informações fornecidos no anexo técnico são transparentes, consistentes, completos e precisos" (parágrafo 38).

(a) Continuação da atualização e melhoria do mapa de densidade de carbono, inclusive por meio do uso de dados terrestres aprimorados do primeiro inventário florestal nacional do Brasil, possivelmente priorizando áreas geográficas onde o desmatamento tem maior probabilidade de ocorrer;
 (b) Expansão da cobertura dos reservatórios de carbono, incluindo a melhoria da compreensão da dinâmica do carbono no solo após a conversão de florestas em não-florestas;
 (c) Consideração do tratamento de gases não-CO 2 para manter a consistência com o inventário de GEE;
 (d) Continuação das melhorias relacionadas com a monitorização da degradação florestal;
 (e) Expansão do sistema de monitoramento florestal para cobrir biomas adicionais.

## Programa ONU-REDD
Programa das Nações Unidas para a Redução de Emissões por Desmatamento e Degradação Florestal (ou Programa ONU-REDD) é um organismo multilateral que estabelece parcerias com países para os ajudar a estabelecer as capacidades técnicas necessárias para implementar o REDD+. O objetivo é "reduzir as emissões florestais e aumentar as reservas de carbono nas florestas, contribuindo simultaneamente para o desenvolvimento sustentável nacional".
O programa apoia os processos REDD+ liderados a nível nacional e promove o envolvimento informado e significativo de todas as partes interessadas, incluindo os povos indígenas e outras comunidades dependentes das florestas, na implementação nacional e internacional do REDD+. É uma colaboração entre a FAO, o PNUD e o PNUMA, no âmbito da qual um fundo fiduciário criado em julho de 2008 permite aos doadores reunir recursos para gerar o fluxo de transferência de recursos necessário para reduzir significativamente as emissões globais provenientes da desflorestação e da degradação florestal.
Tem-se expandido de forma constante desde a sua criação e conta actualmente com mais de 60 países parceiros oficiais, abrangendo África, Ásia-Pacífico e América Latina e Caribe. O Programa UN-REDD publica publicamente todos os anos um Relatório Anual de Progresso do Programa e um Relatório Semestral.

### Apoio aos Países Parceiros
O Programa ONU-REDD apoia os seus países parceiros através de:
- Financiamento direto e apoio técnico à concepção e implementação de Programas Nacionais REDD+;
- Financiamento complementar personalizado e apoio técnico às ações nacionais de REDD+; e
- Apoio para aumento da capacidade técnica do país por meio do compartilhamento de conhecimentos, abordagens comuns, análises, metodologias, ferramentas, dados, melhores práticas e compartilhamento facilitado de conhecimento Sul-Sul.

### Governança
É um programa de colaboração da Organização das Nações Unidas para a Alimentação e a Agricultura (FAO), do Programa das Nações Unidas para o Desenvolvimento (PNUD) e do Programa das Nações Unidas para o Meio Ambiente (PNUMA), criado em 2008 em resposta às decisões da UNFCCC sobre o Plano de Ação de Bali e REDD na COP 13.
Os acordos de governação de 2016-2020 permitem a participação plena e efetiva de todas as partes interessadas do programa – países parceiros, doadores, povos indígenas, organizações da sociedade civil, agências participantes da ONU – garantindo ao mesmo tempo processos de tomada de decisão simplificados e linhas claras de responsabilização. Os acordos de governação são baseados e informados por cinco princípios: inclusão, transparência, responsabilização, decisões baseadas no consenso e participação.
O Conselho Executivo exerce a supervisão geral, tomando decisões sobre a alocação dos recursos. Reúne-se semestralmente, ou com maior frequência, conforme necessário, para o desempenho eficiente das suas funções e responsabilidades.
A Assembleia é um amplo fórum multissetorial com a função de promover a consulta, o diálogo e o intercâmbio de conhecimentos entre as partes interessadas.
Os Comitês Diretores Nacionais facilitam a forte apropriação nacional e a tomada de decisões compartilhadas/comuns para os Programas Nacionais de REDD+, e incluem representantes da sociedade civil e dos povos indígenas. Cada Comitê Diretor Nacional supervisiona os Programas Nacionais, abordando quaisquer atrasos, alterações ou reorientações de um programa e garantindo o alinhamento e a entrega dos resultados esperados e aprovados pelo conselho executivo.

#### Escritório do Fundo Fiduciário Multipartidário
O Gabinete do Fundo Fiduciário Multipartidário fornece administração de financiamento em tempo real ao Programa ONU-REDD.

### Quadro Estratégico 2016-2020
O trabalho do Programa UN-REDD é orientado pelo seu Quadro Estratégico 2016-2020, com o objetivo de: reduzir as emissões florestais e aumentar as reservas de carbono nas florestas, contribuindo simultaneamente para o desenvolvimento sustentável nacional. 
A fim de concretizar o seu objectivo e os impactos pretendidos, o programa definiu três resultados e produtos de apoio para o seu programa de trabalho de 2016-2020:
1. Foram projetadas contribuições do REDD+ para a mitigação das mudanças climáticas, bem como para o fornecimento de benefícios adicionais.
2. As contribuições dos países para a mitigação das mudanças climáticas por meio do REDD+ são medidas, relatadas e verificadas, e os arranjos institucionais necessários estão em vigor.
3. As contribuições do REDD+ para a mitigação das mudanças climáticas são implementadas e salvaguardadas com políticas e medidas que constituem ações baseadas em resultados, incluindo o desenvolvimento de arranjos institucionais apropriados e eficazes.

Além disso, o programa identificou quatro temas transversais importantes como sendo particularmente significativos para garantir que os resultados e produtos do Programa alcancem os resultados desejados: envolvimento das partes interessadas, governação florestal, segurança da posse e igualdade de gênero.

## Críticas

### Posse de terras, direitos de carbono e distribuição de benefícios
Os chamados "cowboys do carbono" – empreendedores inescrupulosos que tentam adquirir direitos de carbono na floresta tropical para projetos de pequena escala – assinaram contratos injustos com comunidades indígenas, muitas vezes com o objetivo de revender os direitos a investidores para obter lucro rápido. Em 2012, foi revelado que um empresário australiano operando no Peru assinou contratos de 200 anos com uma tribo amazônica, os yaguas, muitos dos quais são analfabetos, dando a ele uma participação de 50% em seus recursos de carbono. Os contratos permitem que ele estabeleça e controle projetos madeireiros e plantações de óleo de palma na floresta tropical dos yaguas.
Existem riscos de que os habitantes locais e as comunidades que vivem nas florestas sejam ignorados e de que não sejam consultados, não recebendo, portanto, quaisquer recursos. A distribuição justa dos benefícios do REDD+ não será alcançada sem uma reforma prévia na governação florestal e sistemas de posse mais seguros em muitos países.
A UNFCCC tem apelado repetidamente à participação plena e efetiva dos povos indígenas e das comunidades locais, sem se tornar mais específica. A capacidade das comunidades locais de contribuírem efetivamente para as atividades de campo do REDD+ e para a mensuração das propriedades florestais, visando estimar a redução e o aumento das emissões de gases de efeito estufa, foi claramente demonstrada em vários países.  Em alguns projetos REDD+, empresas desonestas tiraram partido da fraca governação.

### Povos indígenas
O Fórum Internacional dos Povos Indígenas sobre Mudanças Climáticas (IIPFCC) foi explícito nas negociações climáticas de Bali em 2007:
REDD/REDD+ não beneficiará os povos indígenas, mas, na verdade, resultará em mais violações dos nossos direitos. Aumentará a violação dos nossos direitos humanos, dos nossos direitos às nossas terras, territórios e recursos, roubará nossas terras, causará despejos forçados, impedirá o acesso e ameaçará as práticas agrícolas indígenas, destruirá a biodiversidade e a diversidade cultural e causará conflitos sociais. Com REDD/REDD+, os Estados e os comerciantes de carbono assumirão maior controle sobre nossas florestas.
O REDD+ também foi criticado por atribuir um valor comercial às florestas, negligenciando o valor espiritual que elas têm para os povos indígenas e as comunidades locais.
32 organizações e ONG indígenas protestaram em 2008 contra o relatório final do Fórum Permanente das Nações Unidas sobre Questões Indígenas sobre as alterações climáticas e o seu apoio ao REDD+.
Um estudo realizado pelo Centro de Pesquisa Florestal Internacional em 2017 concluiu que “a maioria das iniciativas REDD+ não aplicou o 'consentimento livre, prévio e informado'” e “reteve informações intencionalmente para gerir as expectativas da comunidade”.
Outros REDD+ que foram criticados por não defenderem os direitos indígenas incluem o REDD+ Baka Rokarire na Colômbia, e o Projeto REDD+ Cardamomo do Sul no Camboja.

### No mercado de carbono
Sob a abordagem baseada no mercado de carbono, o REDD+ atuaria como um "esquema de compensação" no qual ações verificadas baseadas em resultados se traduzem em alguma forma de créditos de carbono, análogo ao mercado de Reduções Certificadas de Emissões (RCE). Tais créditos de carbono poderiam então compensar as emissões no país ou empresa do comprador dos créditos de carbono. Isso exigiria que os países do Anexo I concordassem com cortes mais profundos nas emissões de gases de efeito estufa, a fim de criar um mercado para os créditos de carbono do REDD+, o que é improvável que aconteça em breve, dado o estado atual das negociações na COP, mas mesmo assim existe o receio de que o mercado seja inundado com créditos de carbono, reduzindo o preço a níveis em que o REDD+ não seja mais uma opção economicamente viável. Alguns países em desenvolvimento, como o Brasil e a China, sustentam que os países desenvolvidos devem se comprometer com reduções reais de emissões, independentemente de qualquer mecanismo de compensação.
Desde a COP 17, no entanto, tornou-se claro que o REDD+ pode ser financiado por uma variedade de fontes, mercantis e não mercantis. O Fundo Verde para o Clima já está apoiando as fases 1 e 2 dos programas REDD+ e está finalizando as regras para permitir o desembolso de financiamento baseado em resultados para países em desenvolvimento que apresentem relatórios verificados de redução de emissões e aumento da remoção de gases de efeito estufa.

### Design de cima para baixo por grandes instituições

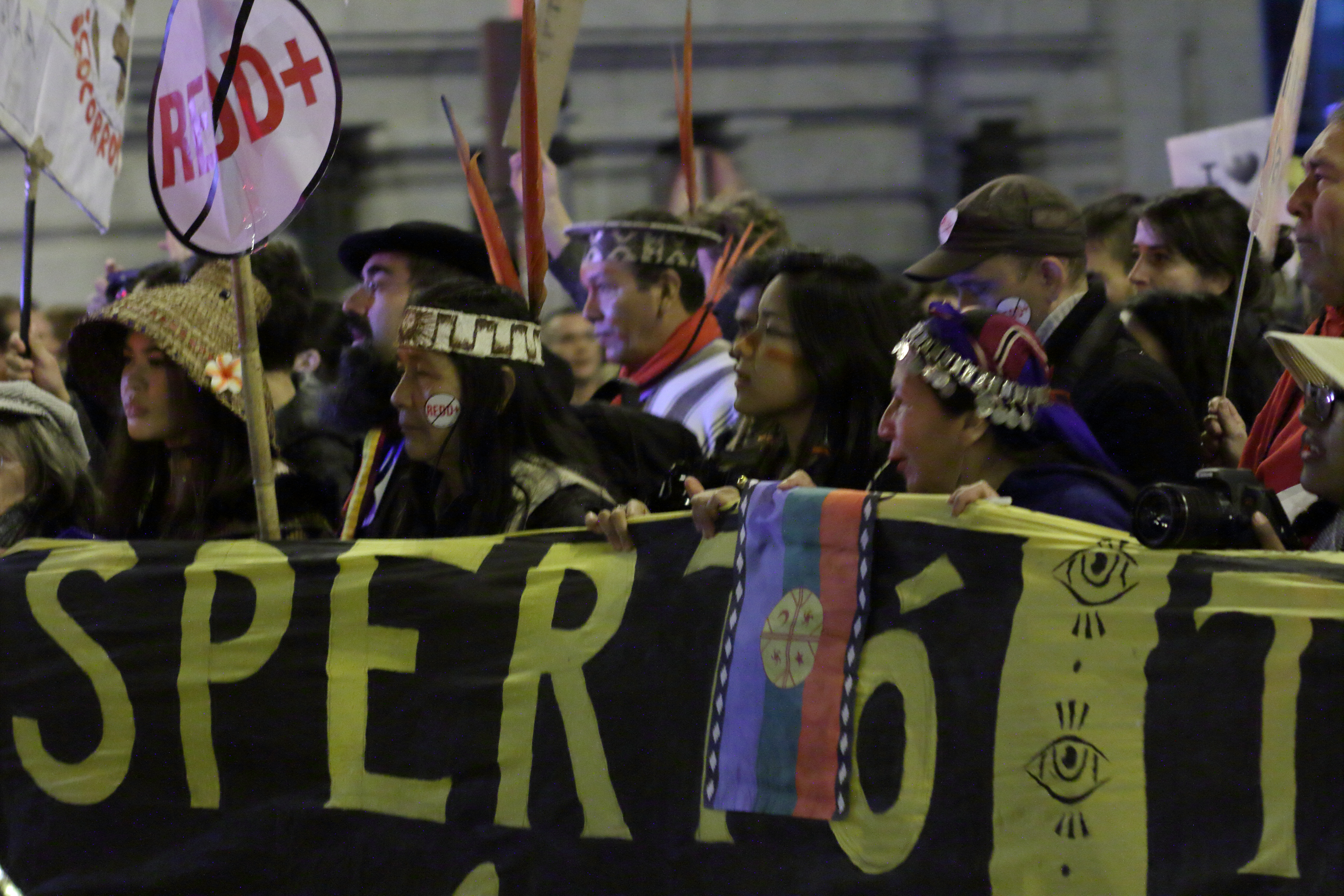
Povo mapuche protestando contra o REDD+ na Conferência das Nações Unidas sobre Mudanças Climáticas de 2019, em Madri

Embora as decisões da COP enfatizem a apropriação nacional e a consulta às partes interessadas, há preocupações de que algumas das maiores organizações institucionais estejam conduzindo o processo. Por exemplo, o Banco Mundial e o Programa ONU-REDD, as duas maiores fontes de financiamento e assistência técnica para atividades de preparação e, portanto, inevitáveis para a maioria dos países em desenvolvimento, impõem aos países beneficiários requisitos que não são obrigatórios pelas decisões da COP. As questões que determinam quem toma decisões sobre o uso da terra e o desmatamento não foram adequadamente abordadas pelo REDD+, e não há um consenso claro sobre como questões políticas complexas podem ser facilmente resolvidas por meio de um mecanismo de cima para baixo como o REDD+.
Embora um sistema global único e harmonizado que contabilize e recompense as reduções de emissões das florestas e do uso da terra tenha sido ilusório, surgiram diversos projetos específicos para cada contexto que apoiam uma variedade de atividades, incluindo o manejo florestal comunitário, a fiscalização de áreas protegidas, a produção sustentável de carvão vegetal e a agrofloresta. Embora não esteja claro se esses diversos projetos são genuinamente diferentes das iniciativas integradas de conservação e desenvolvimento anteriores ao REDD+, há evidências de que ele alterou as conversas sobre políticas globais, possivelmente elevando questões como os direitos dos povos indígenas à terra a níveis mais altos ou, inversamente, ameaçando ignorar as salvaguardas dos direitos indígenas. O debate em torno dessas questões está em andamento.
Entre algumas das razões mais preocupantes estão os processos de consulta fracos (ou inexistentes) com as comunidades locais; a falta de critérios para determinar quando um país está pronto para implementar projetos; os impactos negativos, como desmatamento e perda de biodiversidade (devido a acordos rápidos e falta de planejamento); a falta de salvaguardas para proteger os direitos dos povos indígenas; e a falta de políticas regionais para deter o desmatamento. Uma crescente coalizão de organizações da sociedade civil, movimentos sociais e outros atores críticos do REDD+ surgiu entre 2008 e 2011, criticando o mecanismo com base na justiça climática.
A ITTO (International Indigenous Peoples Forum on Climate Change) tem sido criticada por parecer apoiar acima de tudo a inclusão da extracção florestal no REDD+ sob o pretexto de "gestão sustentável", a fim de beneficiar dos mercados de carbono, mantendo simultaneamente a situação normal.

### Florestas naturaisvs.plantações de alta densidade
A UNFCCC não define o que constitui uma floresta; apenas exige que as partes comuniquem-na como definem uma floresta. Os países podem incluir plantações de espécies comerciais de árvores, culturas agrícolas de árvores ou mesmo espécies não arbóreas. As definições florestais da FAO datam de 1948 e definem a floresta apenas pelo número, altura e cobertura de copa das árvores numa área. Da mesma forma, não existe uma definição consistente para o conceito de degradação florestal.
Uma estratégia nacional REDD+ não precisa de se referir apenas à criação de parques nacionais ou áreas protegidas; através da concepção cuidadosa de regras e directrizes, o REDD+ poderia incluir práticas de utilização do solo, como a agricultura itinerante por comunidades indígenas e a exploração madeireira de impacto reduzido, desde que possam ser demonstrados ciclos de rotação e de colheita sustentáveis.